# Kościół św. Katarzyny Dziewicy i Męczennicy w Skórkach
Kościół świętej Katarzyny Dziewicy i Męczennicy w Skórkach – świątynia filialna podlegająca pod parafię św. Jana Chrzciciela w Kołdrąbiu (dekanat rogowski archidiecezji gnieżnieńskiej).
Kościół powstał w 1857 roku. Jest to budowla drewniana, jednonawowa, wykonano ją w konstrukcji zrębowej. Świątynia w typie budowli salowej, nie posiada prezbiterium wydzielonego z nawy, zamknięta jest trójbocznie. Kościół charakteryzuje się dwukondygnacyjną wieżą od frontu, wzniesioną w konstrukcji słupowo – ramowej. W przyziemiu wieży jest umieszczona kruchta. Wieża nakryta jest dachem namiotowym, wykonanym z blachy. Budowlę nakrywa dach jednokalenicowy, składający się z gontów. Wnętrze nakryte jest belkowym stropem. Posadzka została wykonana z cegły. Ołtarz główny reprezentuje styl późnobarokowy i pochodzi z 2 połowy XVIII wieku. Kropielnica została wykonana z granitu w XVIII wieku.